# Rocky Taylor
Rocky Taylor (eigentlich: Laurie Taylor; * 28. Februar 1945 in London) ist ein britischer Stuntman und Schauspieler.
Rocky Taylor begann Anfang der 1960er Jahre als Stuntman tätig zu werden. Zu seinen Einsätzen gehören Welterfolge wie Titanic, diverse James-Bond-Filme oder zwei Harry-Potter-Teile. Insgesamt wirkte er an über 150 Produktionen als Stuntman oder Stunt-Koordinator mit. Schauspielerisch war er in zahlreichen Kleinst-Rollen zu sehen, meist als Normalbürger wie LKW-Fahrer, Kunden oder Kneipen-Gäste. Sein Vater war der Schauspieler Larry Taylor.

## Filmografie (Auswahl)
- 1962: James Bond – 007 jagt Dr. No (Dr. No)
- 1964: James Bond 007 – Goldfinger (Goldfinger)
- 1966–1967: Mit Schirm, Charme und Melone (The Avengers, Fernsehserie, 8 Folgen)
- 1967: Das dreckige Dutzend (The Dirty Dozen)
- 1969: The Champions (Fernsehserie, 17 Folgen)
- 1969–1970: Randall & Hopkirk – Detektei mit Geist (Fernsehserie, 26 Folgen)
- 1971: Wen die Meute hetzt (The Last Run)
- 1973: Embryo des Bösen (And Now the Screaming Starts!)
- 1977: Die Brücke von Arnheim (A Bridge Too Far)
- 1978: Superman
- 1981: Jäger des verlorenen Schatzes (Raiders of the Lost Ark)
- 1983: Der Fluch des rosaroten Panthers (Curse of the Pink Panther)
- 1984: Indiana Jones und der Tempel des Todes (Indiana Jones and the Temple of Doom)
- 1985: Death Wish III – Der Rächer von New York (Death Wish III)
- 1988: Falsches Spiel mit Roger Rabbit (Who Framed Roger Rabbit)
- 1991: Highlander II – Die Rückkehr (Highlander II – The Quickening)
- 1994: MacGyver – Endstation Hölle (MacGyver: Trail to Doomsday)
- 1996: Evita
- 1997: Titanic
- 1997: James Bond 007 – Der Morgen stirbt nie (Tomorrow Never Dies)
- 2001: Die Mumie kehrt zurück (The Mummy Returns)
- 2002: Anazapta – Der schwarze Tod (Anazapta)
- 2004: Das Phantom der Oper (The Phantom of the Opera)
- 2006: Children of Men
- 2010: Harry Potter und die Heiligtümer des Todes – Teil 1 (Harry Potter and the Deathly Hallows – Part 1)
- 2011: Game of Thrones (Fernsehserie, 2 Folgen)
- 2012: James Bond 007: Skyfall (Skyfall)
- 2013: Fast & Furious 6
- 2013: World War Z
- 2016: Legend of Tarzan